# Жије (Горња Марна)
Жије (фр. Gilley) насеље је и општина у североисточној Француској у региону Шампањ-Арден, у департману Горња Марна која припада префектури Лангр.
По подацима из 2011. године у општини је живело 68 становника, а густина насељености је износила 6,43 становника/km². Општина се простире на површини од 10,58 km². Налази се на средњој надморској висини од 380 метара.

## Демографија
| 1962. | 1968. | 1975. | 1982. | 1990. | 1999. | 2011. |
| ----- | ----- | ----- | ----- | ----- | ----- | ----- |
| 116   | 124   | 129   | 105   | 84    | 65    | 68    |

График промене броја становника у току последњих година